# Перехресне запилення

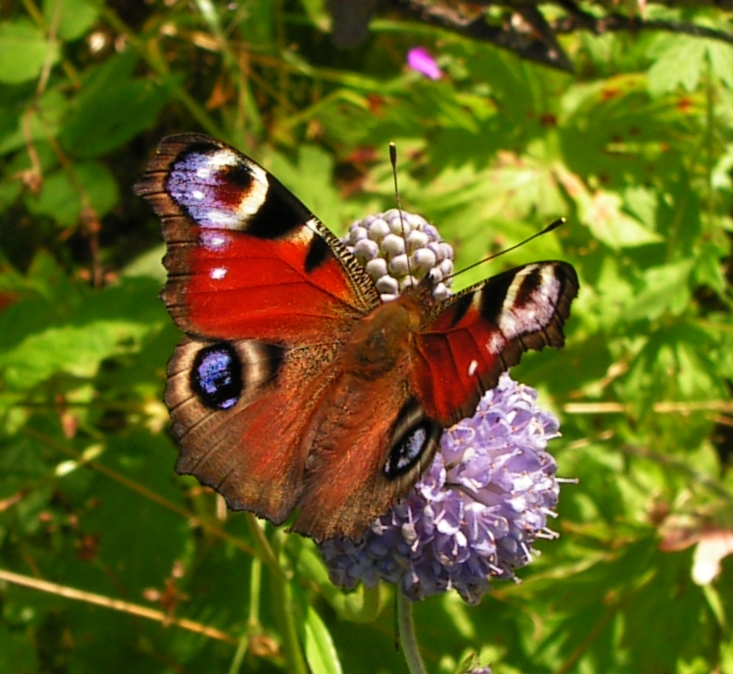
Для з родини притаманна ентомофілія, тобто перехресне запилення здійснюється за допомогою комах, в тому числі метеликів

Перехре́сне запи́лення, або ксеногамія, — це запилення перенесенням пилку з однієї квітки на приймочку маточки іншої квітки того самого або іншого екземпляра одного виду або сорту рослин.

## Види запилення
За способом запилення рослини цієї групи поділяють на вітрозапильні (анемофільні), водозапильні (гідрофільні) й тваринозапильні (головним чином птахозапильні (орнітофільні) й комахозапильні (ентомофільні)).
Перехресному запиленню сприяє і явище дихогамії, яке полягає в тому, що тичинки і маточки квіток одного виду рослин дозрівають неодночасно. На одних екземплярах раніше розкриваються пиляки, а маточки затримуються в розвитку, на інших, навпаки, дозріває раніше маточка, а відстають у розвитку пиляки. Так само сприяє цьому процесові гетеростилія — явище, при якому на одних екземплярах рослин квітки з довгими стовпчиками і короткими тичинками, на інших — навпаки.
Перехресне запилення дає здорове покоління, краще пристосоване до умов середовища.